# Sogodes difficilis
Sogodes difficilis är en mångfotingart som beskrevs av Chamberlin 1922. Sogodes difficilis ingår i släktet Sogodes och familjen småjordkrypare.
Artens utbredningsområde är Guatemala. Inga underarter finns listade i Catalogue of Life.